# 矢加部国広
矢加部 国広（やかべ くにひろ）は、戦国時代から安土桃山時代にかけての武将。蒲池氏の家臣。蒲池氏の一門衆であり上蒲池家の家老。

## 略歴
蒲池治久の三男・久盛（国広の祖父）が家臣の矢加部氏の許で養育されたことからその名跡を継いだ。久盛は上蒲池初代の蒲池親広と兄弟だったことから相談役として広川に百町（1000石）を領して居住した。以降、代々上蒲池家の家老となる。
国広は、川瀬（福岡県八女郡広川町）に城館を構え、上蒲池2代の蒲池鑑広（親広の子）の家宰（家老）を務めた。